# Аруна Шанбанг
Аруна Шанбанг (англ. Aruna Shanbaug; 1 червня 1948 — 18 травня 2015) — індійська медсестра, яка опинилася в центрі уваги у зв'язку із судовим процесом у справі евтаназії. Провела 42 роки в комі після зґвалтування і спроби задушення.

## Біографія
Народилася в селі Халдипур, округ Північна Каннада, штат Карнатака. Працювала медсестрою в лікарні короля Едуарда в Мумбаї. У момент нападу вона була заручена з доктором тієї ж лікарні.

### Напад
27 листопада 1973 року під час роботи в якості молодшої медичної сестри в лікарні короля Едуарда в Мумбаї, Аруна Шанбанг була анально зґвалтована і задушена собачим ланцюгом працівником лікарні на ім'я Sohanlal Bhartha Walmiki. Вона залишилася жива, але після нападу, внаслідок пережитого стресу, впала у вегетативний стан.

### Суд
24 січня 2011 року, після 37 років перебування Аруни в комі, Верховний суд Індії прийняв до розгляду запит на евтаназію, поданий другом Аруни, журналістом Пінкі Вірані. Для розгляду такої можливості були залучені відповідні експерти.
Суд відхилив клопотання 7 березня 2011 року. Проте, таким чином, даним рішенням фактично дозволив пасивну евтаназію в Індії.

### Смерть
Аруна Шанбанг померла від пневмонії 18 травня 2015 року, після майже 42 років безперервного перебування у вегетативному стані.